# Кокиниjа
Кокинија је планина између Етолије и Евританије у Средишњој Грчкој.
Кокинија је позната по томе што има најјужнија букова лежишта на Балкану. У том смислу, то је наставак југозапада планинског ланца Сарантена (букв. Буква планина) са буковим резерватом. Стјеновита и са дубоким празнинама. 
Фауну представљају вукови и јелени, а последњих година се такође налазе медведи, а и jаребице.
У планини се налази неистражена пећина са много сталактита и сталагмита. 